# Bulinus octoploidus
Bulinus octoploidus е вид коремоного от семейство Planorbidae.

## Разпространение и местообитание
Видът е разпространен в Етиопия.
Обитава сладководни басейни и потоци.